# Irena (zoologia)
Irena Horsfield, 1821 è un genere di uccelli passeriformi, l'unico ascritto alla famiglia Irenidae Jerdon, 1863.

## Etimologia

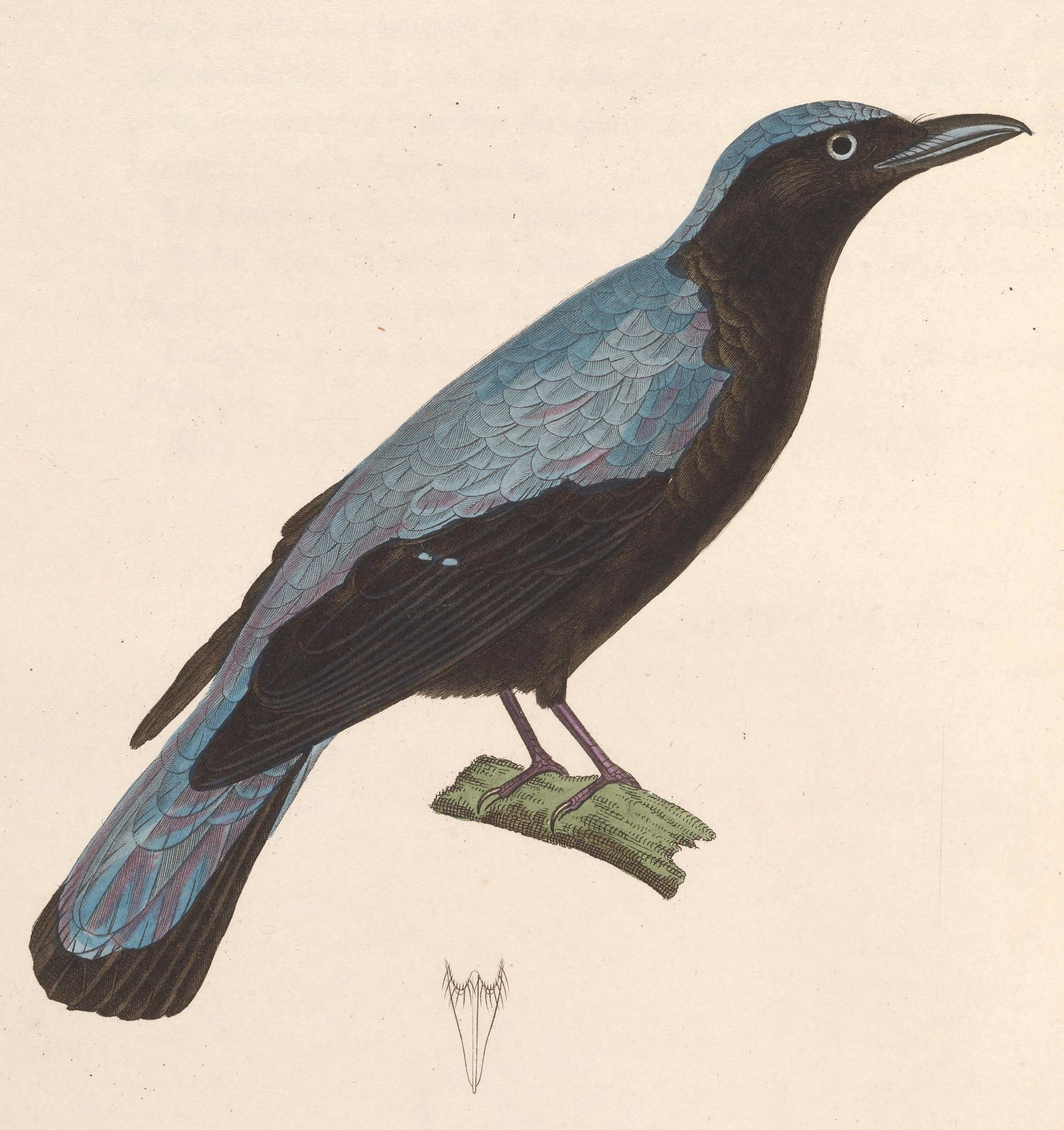
Maschio di I. puella.

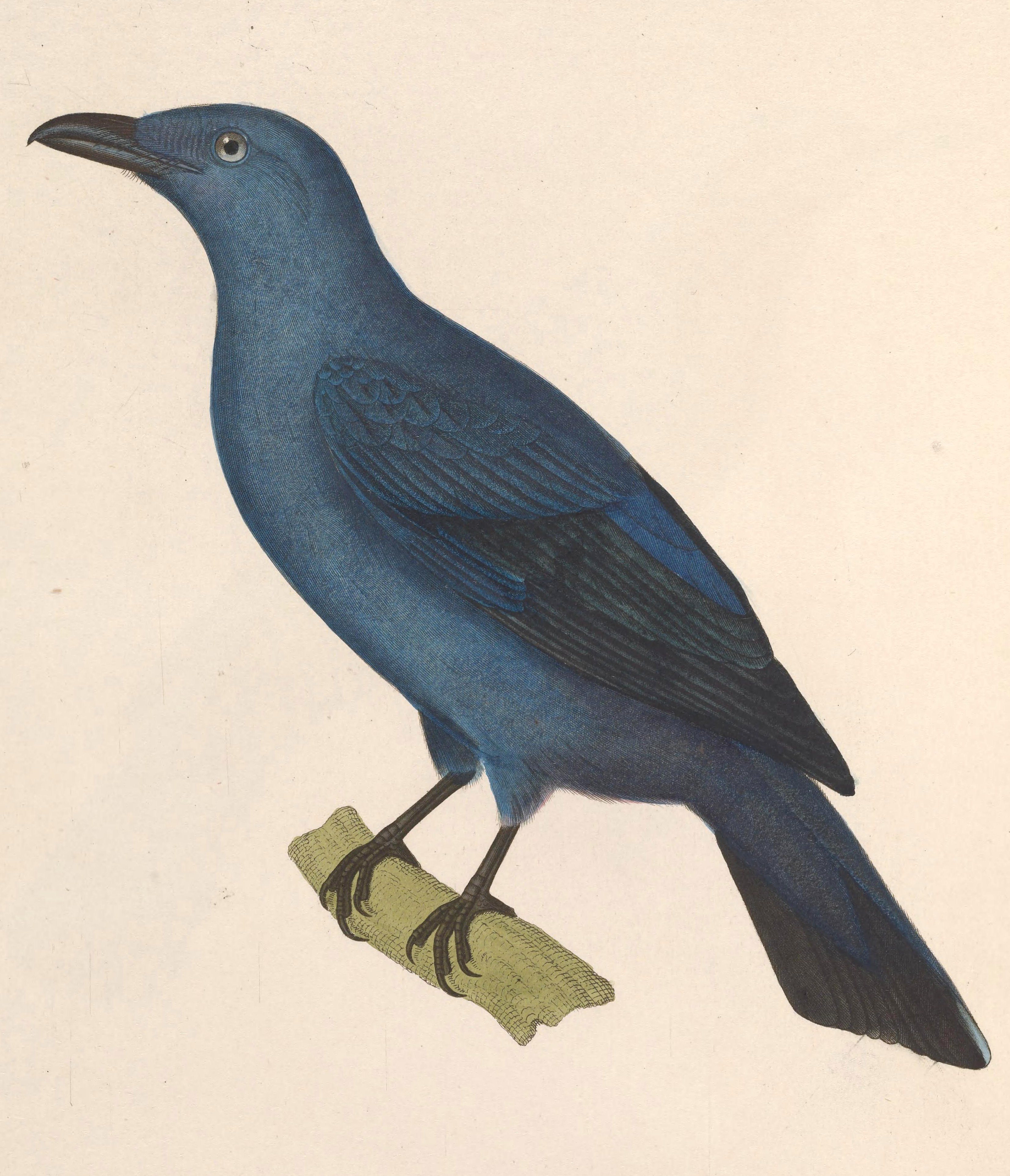
Femmina di I. puella.

Il nome scientifico del genere, Irena, deriva dal greco Eἰρήνη ("Eiréne", una delle Ore nonché dea della pace).

## Descrizione
Le specie ascritte alla famiglia sono uccelli robusti di medie dimensioni (21–27 cm, coi maschi più grandi delle femmine a parità d'età), muniti di grossa testa allungata con becco robusto e dalla punta leggermente ricurva, zampe corte, ali arrotondate e coda squadrata.
Il piumaggio presenta dimorfismo sessuale evidente, coi maschi neri con aree di colore blu o azzurro brillante più o meno estese (generalmente la nuca, le ali ed il dorso sono di questo colore, con variazioni nelle specie e sottospecie), mentre le femmine sono più scialbe ma con riflessi azzurri su tutto il corpo anziché localizzati.

L'azzurro del corpo è dato dalla particolare conformazione delle barbe delle punte delle penne: la colorazione è ben visibile quando l'animale è al sole, mentre non lo è (risultando uguale a quella nera o bruna del resto del corpo) quando esso si muove nell'ombra.

## Distribuzione e habitat
Il genere Irena ha diffusione asiatica, con le due specie che popolano un areale che va dal sud dell'India alle Grandi Isole della Sonda (I. puella) ed alle Filippine (delle quali è endemica I. cyanogastra): questi uccelli sono abitatori della foresta pluviale, della quale occupano la canopia.

## Biologia
Si tratta di uccelli diurni che vivono in coppie o in gruppetti, passando la maggior parte della giornata alla ricerca di cibo (principalmente frutta, ma anche insetti) fra gli alberi, tenendosi in contatto fra loro mediante richiami liquidi e schioccanti.
Le irene sono uccelli monogami: il maschio corteggia la femmina con richiami melodiosi, ai quali essa risponde cominciando la costruzione del nido (che consiste in una rozza piattaforma di bastoncini e ramoscelli alla biforcazione di un ramo, foderata internamente di muschio). La costruzione del nido è opera della femmina, mentre l'accudimento della prole è  a carico di entrambi i sessi.

## Tassonomia

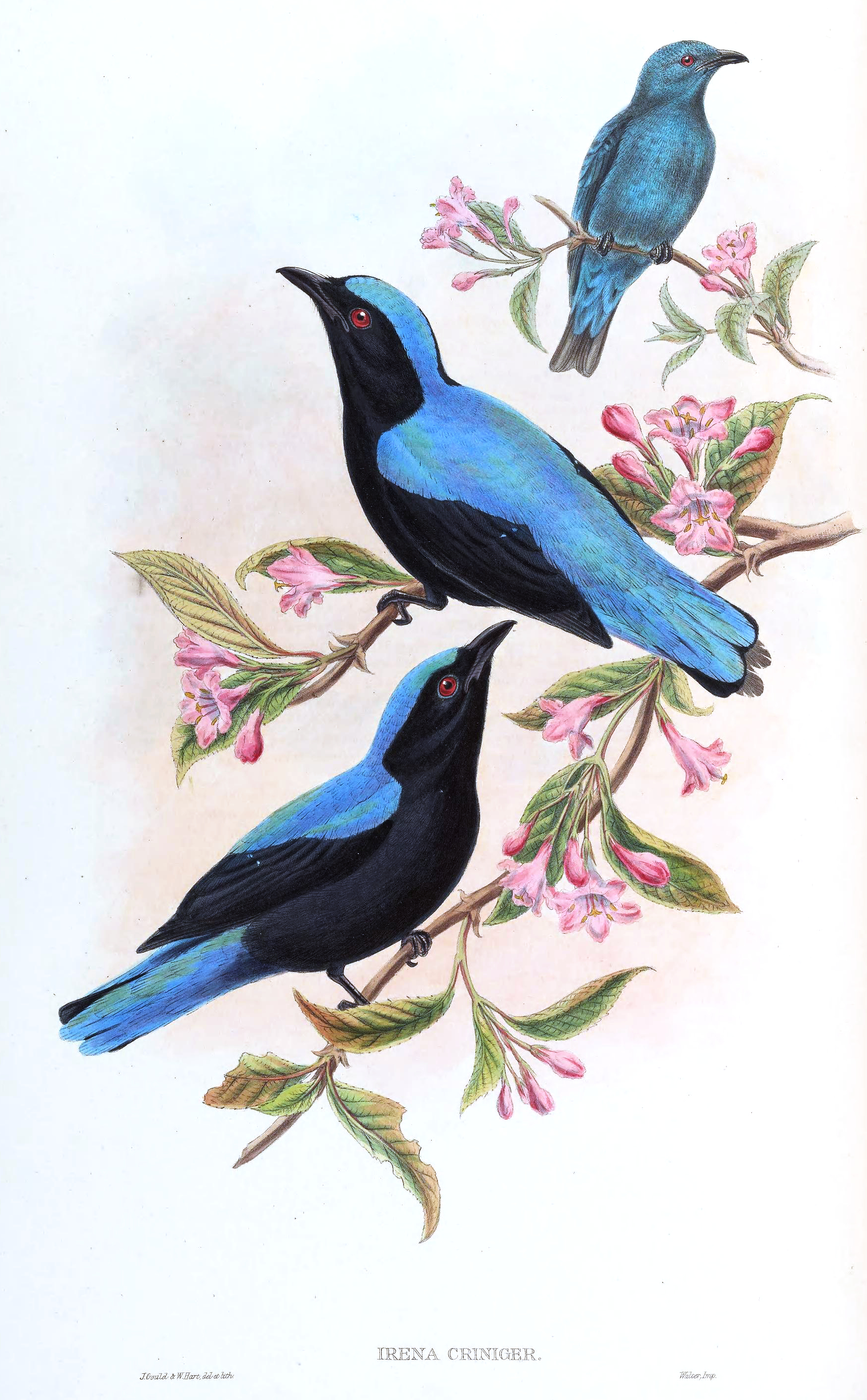
I. puella crinigera.

Al genere vengono ascritte due specie:
- Irena puella (Latham, 1790) - irena dorsoazzurro
- Irena cyanogastra Vigors, 1831 - irena ventreazzurro

Classificati di volta in volta fra i Coraciiformes, i Pycnonotidae o gli Oriolidae, a seguito di analisi genetiche  più accurate gli Irenidi sono oggi riconosciuti come una famiglia facente parte di un clade basale dei Passeroidei, vicino ai Chloropseidae.